# توپولف ام‌تی‌بی-۱
توپولف ام‌تی‌بی-۱ (به انگلیسی: Tupolev MTB-1) یک هواگرد ساختِ کارخانهٔ توپولف در کشور اتحاد جماهیر سوسیالیستی شوروی است. این هواگرد برای نخستین بار در ۱۹۳۴ میلادی مورد استفاده قرار گرفت.